# 穆斯塔法·绍凯
穆斯塔法·绍凯（1890年12月25日—1941年12月27日）他是哈萨克的政治家、思想家、学者，生于克孜勒奥尔达的奇卜察克部人，毕业于圣彼得堡大学法学院，是穆斯林理事会的成员之一，支持建立中亚自治政府，曾参与反对布尔什维克的政治运动，1920年移民出国，1941年在德国柏林去世。